# 二叶盔花兰
二叶盔花兰（学名：Galearis spathulata）也称双花红门兰、二叶红门兰，为兰科盔花兰属下的一个种。